# Mattiwaza
Mattiwaza là thái tử của vương quốc Mitanni, con trai của vua Tushratta, em trai của Nefertiti. Anh ta là một mãnh tướng. Mitanni là một vương quốc Hurrian ở phía bắc Lưỡng Hà từ khoảng thế kỷ 16 đến thế kỷ 13 trước Công nguyên. Triều đại Mitanni đóng vai trò quan trọng trong sự phát triển chính trị của Levant, đặc biệt là trong giai đoạn sau của Đế chế Assyria mới (1365–1054 trước Công nguyên). Không có sự nhất trí về ngày chính xác mà vương quốc được thành lập, nhưng có khả năng là sau khoảng năm 1500 trước Công nguyên.
Chính vì thái độ bạo tàn trong chiến tranh của anh mà mọi người gọi anh là "Hắc thái tử". Anh đã phát động một cuộc chiến chống lại Hittite & bắt cóc Yuuri nhằm uy hiếp tinh thần của quân lính Hittite. Ngay tại thủ đô của Mitanni, Yuuri đã chăm sóc những người bị thương và bị bệnh khiến cho người dân rất cảm phục. Khi vương quốc Mitanni bị tàn phá, vua bị lính giết thì Mattiwaza đã thả tự do cho Yuuri & tự thoái vị và rời thành. Sau này anh đã trở thành vua của Mitanni
Yuuri đã tìm được chị gái của anh, Nefertiti, giờ đã trở thành nữ hoàng Ai Cập. Mattiwaza và Nefertiti vốn là chị em ruột, nhưng hai người lại rất yêu nhau trước khi Nefertiti bị ép gả đến Ai Cập. Miếng ngọc mà Mattiwaza thường đeo trên đầu chính là tình yêu của anh ta dành cho chị gái của mình. Khi được tham gia trận chiến chống lại Ai Cập, Mattizawa đã không còn tình cảm nào với Nefertiti nữa. Sau này Yuuri đã đeo nó trên cổ như một kỉ niệm để nhớ đến ông hoàng này.